# Décennie 1290 en architecture
| Années de l'architecture : 1287 - 1288 - 1289 - 1290 - 1291 - 1292 - 1293    |
| Décennies de l'architecture : 1260 - 1270 - 1280 - 1290 - 1300 - 1310 - 1320 |

Cet article présente les faits marquants de la décennie 1290 en architecture.

## Événements

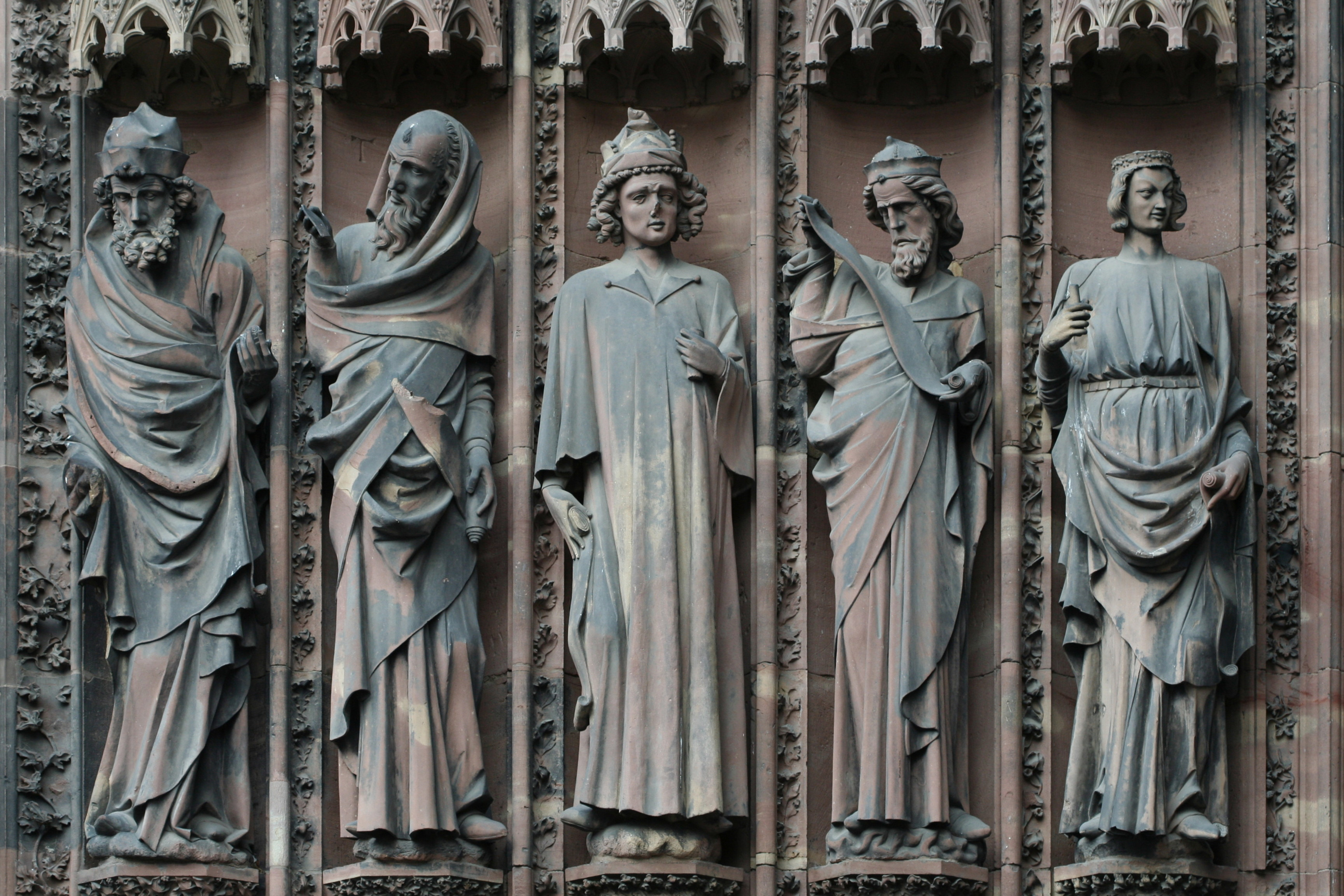
Statues des Prophètes de la cathédrale de Strasbourg (piédroit gauche).

- 15 août 1298 : incendie de la cathédrale de Strasbourg[1]. Les sculptures du tympan ouest de la cathédrale de Strasbourg, représentant des Prophètes, sont achevées[2].

## Réalisations
- 13 novembre 1290 : début de la construction de la cathédrale d'Orvieto[3].
- 1290-1300 : reconstruction dans le style gothique de la basilique Sainte-Marie de Cracovie, détruite en 1241 lors de l'invasion mongole[4].
- 1292 : construction de la grange aux dîmes de Great Coxwell, en Angleterre[5].
- 1293 : fondation de l'Hôtel-Dieu de Tonnerre par Marguerite de Bourgogne, doté d'une des plus belles charpentes du Moyen Âge[6].
- 1293-1319 : construction de la salle capitulaire de la cathédrale de Wells[7].
- 1293-1294 : en Tunisie, l'enceinte de la grande mosquée de Kairouan est pourvue d'un ensemble de porches dont le plus monumental Bab Lalla Rihana, effectué sous l'égide du souverain hafside Abû Hafs Umar (règne de 1284 à 1295), est daté de 1293[8].

- 1294 : fondation du temple bouddhique d'Indresvara Mahadeva, ou temple d'Indreshwar (en) Mahadev, à Panauti au Népal[9].
- 3 mai 1295 : début de la construction de la basilique Santa Croce, église des Franciscains, à Florence sur les plans d'Arnolfo di Cambio [10].
- 1295 : début de la construction du château de Beaumaris sur l'île d'Anglesey, au pays de Galles[11].
- 8 septembre 1296 : début de la construction de la cathédrale de Florence par Arnolfo di Cambio, sur l'emplacement de l'église Santa Reparata[12].

- 1297-1310 : construction du Palazzo Pubblico[13] et aménagement de la piazza del Campo à Sienne[14].
- 1299 :
  - début des travaux de construction du Palazzo Vecchio à Florence[15].
  - construction de la mosquée Eşrefoğlu à Beyşehir[16].

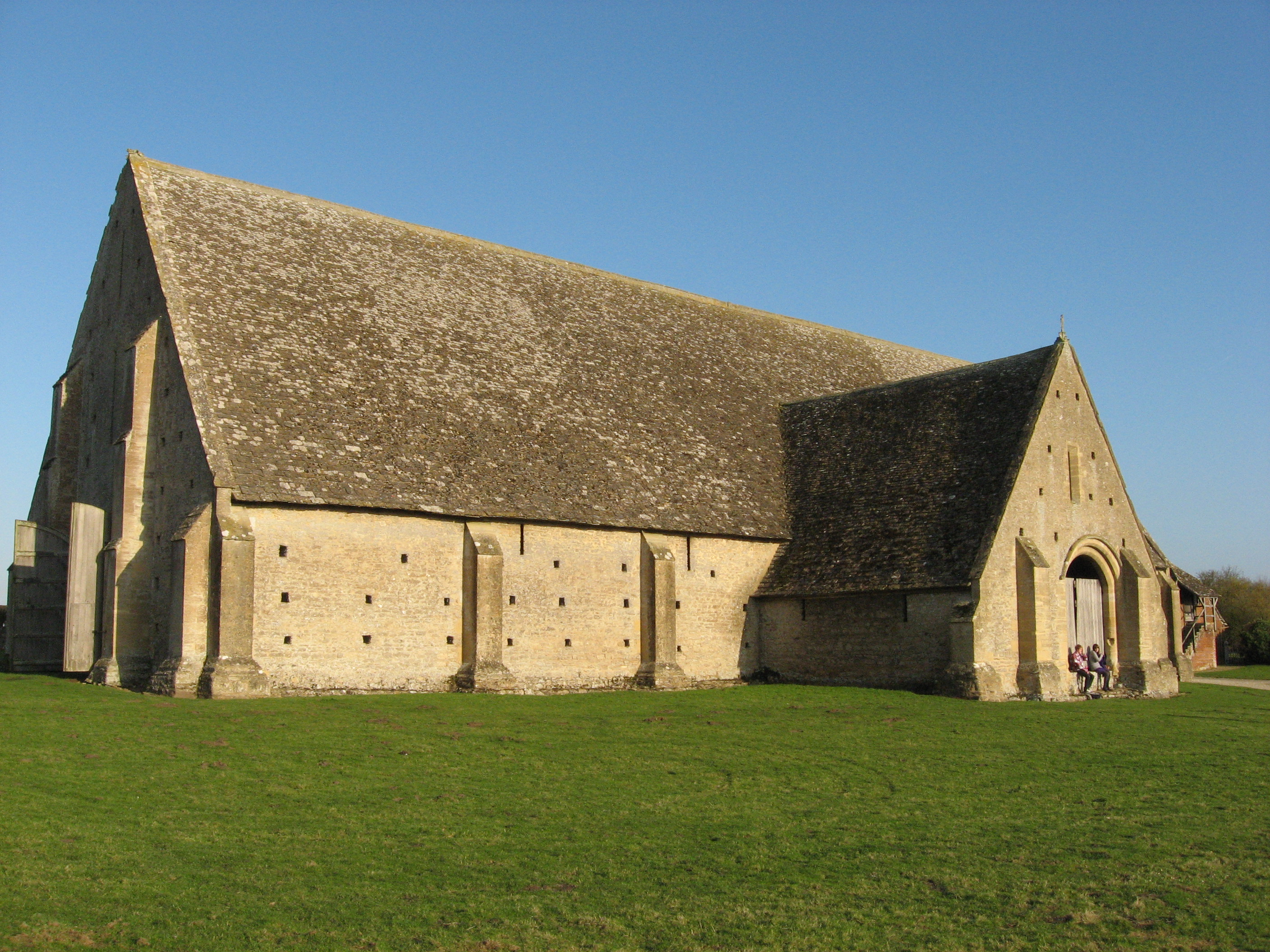
Great Coxwell Barn (en)
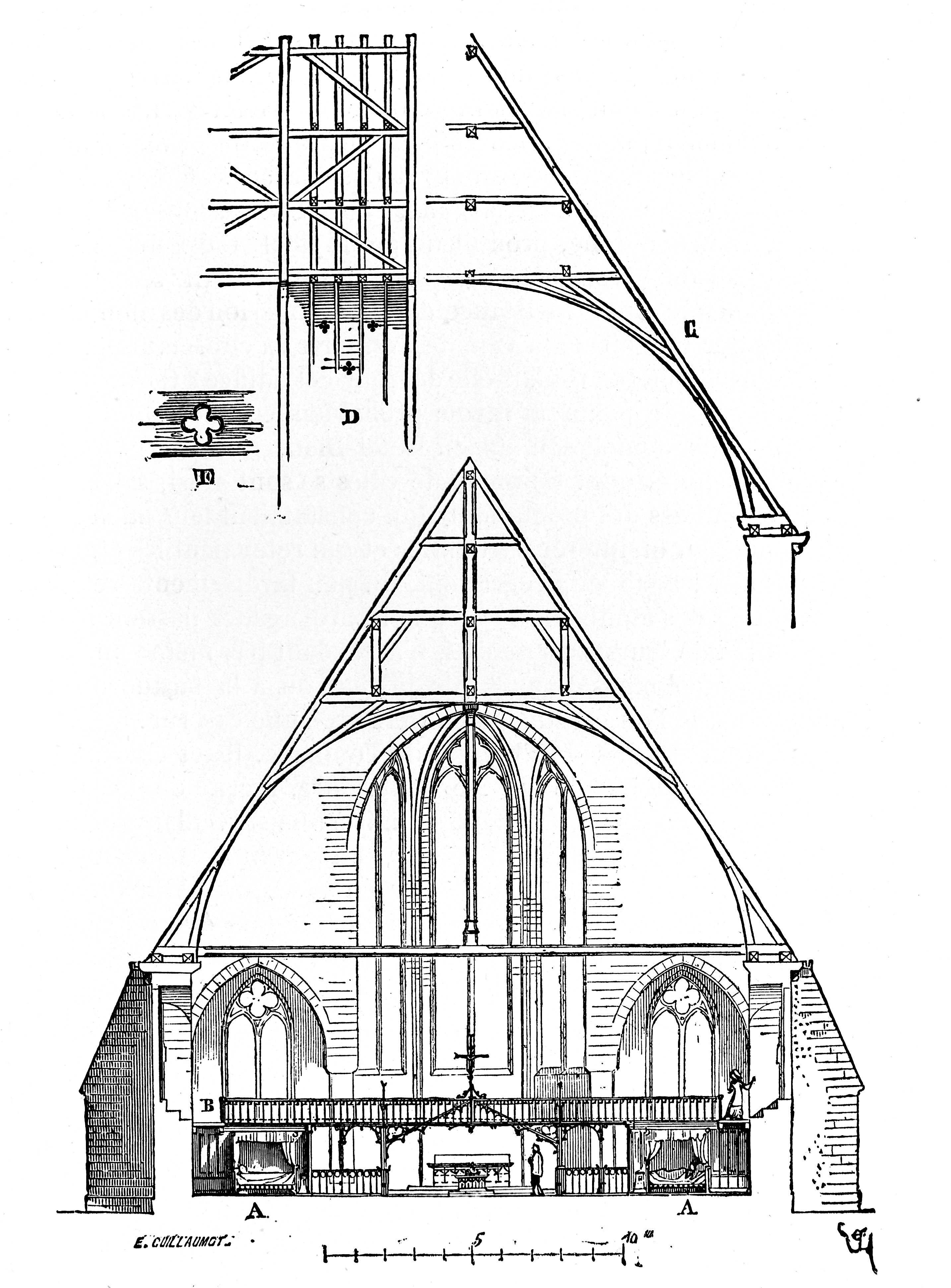
Charpente de la grande salle de l'Hôtel-Dieu de Tonnerre
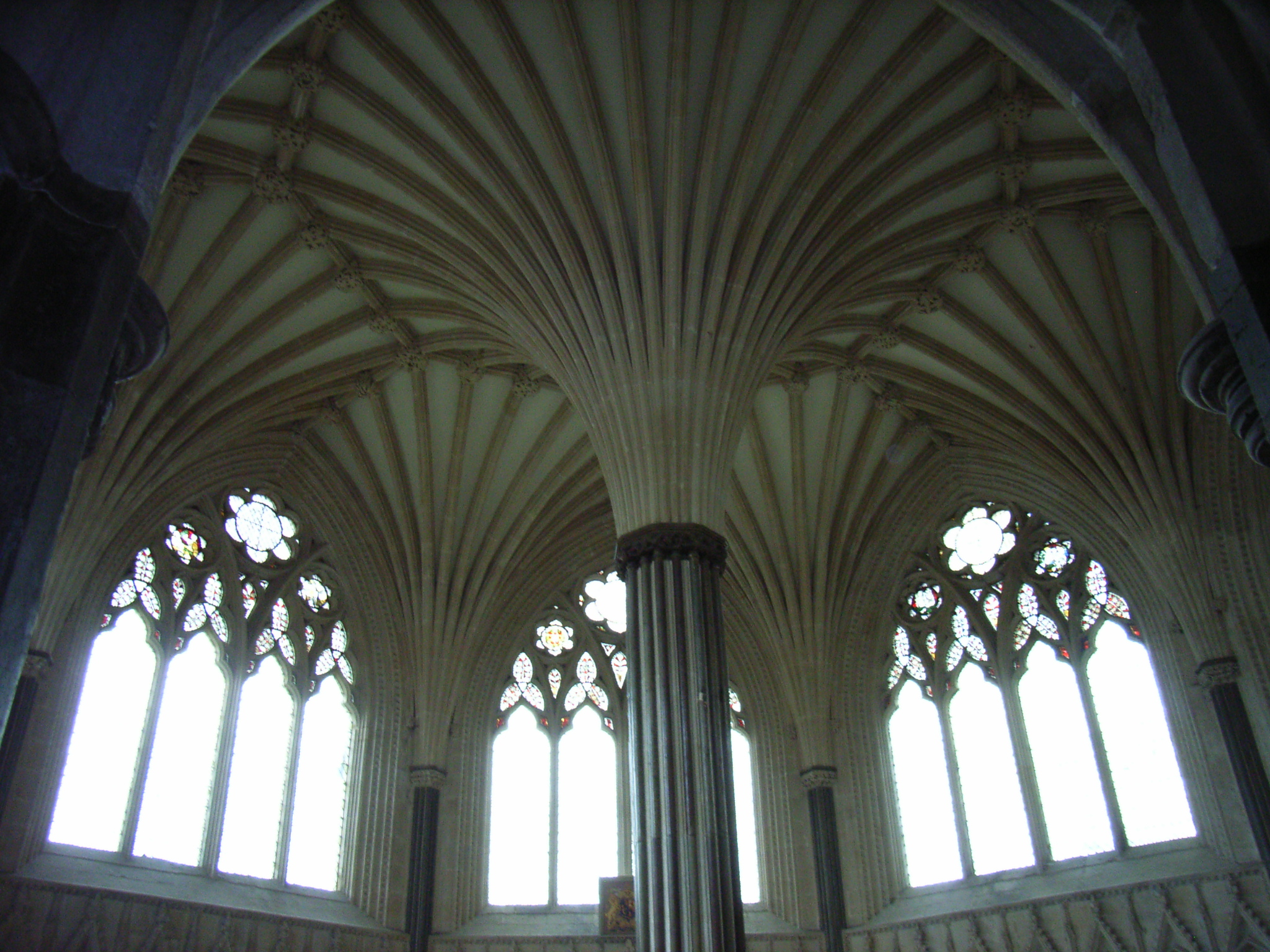
Salle capitulaire de la cathédrale de Wells.
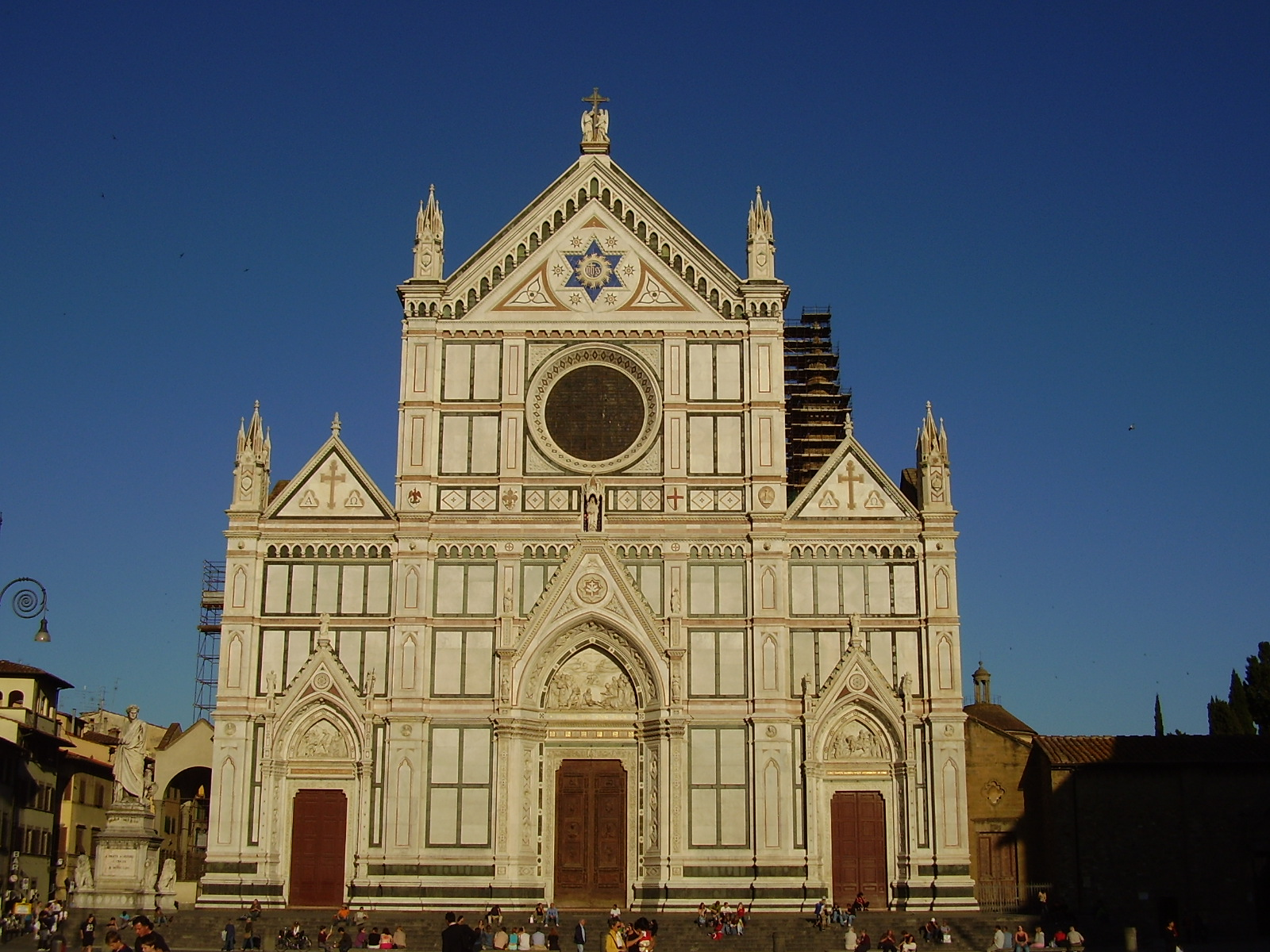
La façade de l'église Santa Croce depuis la Piazza Santa Croce.
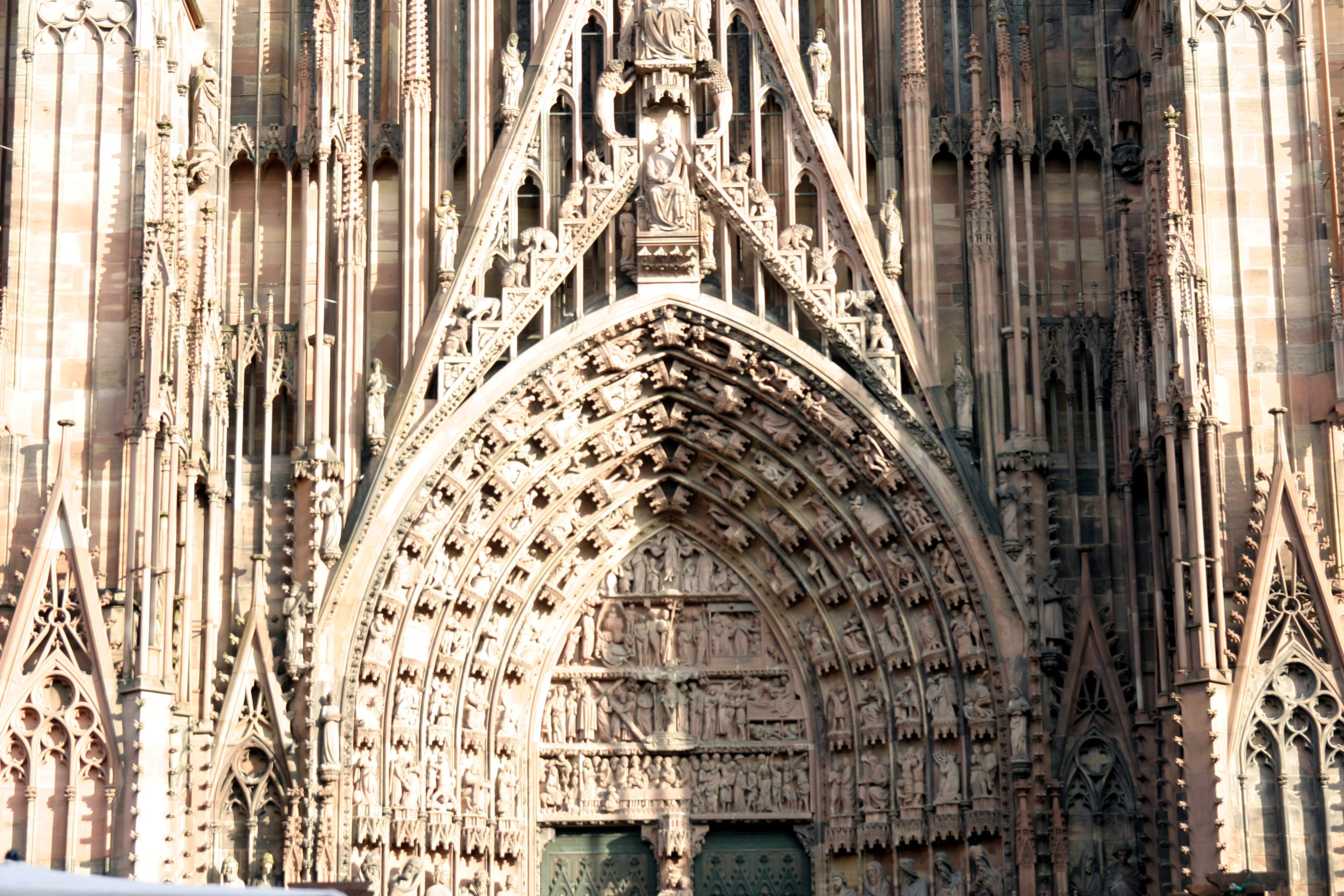
tympan ouest de la cathédrale de Strasbourg.
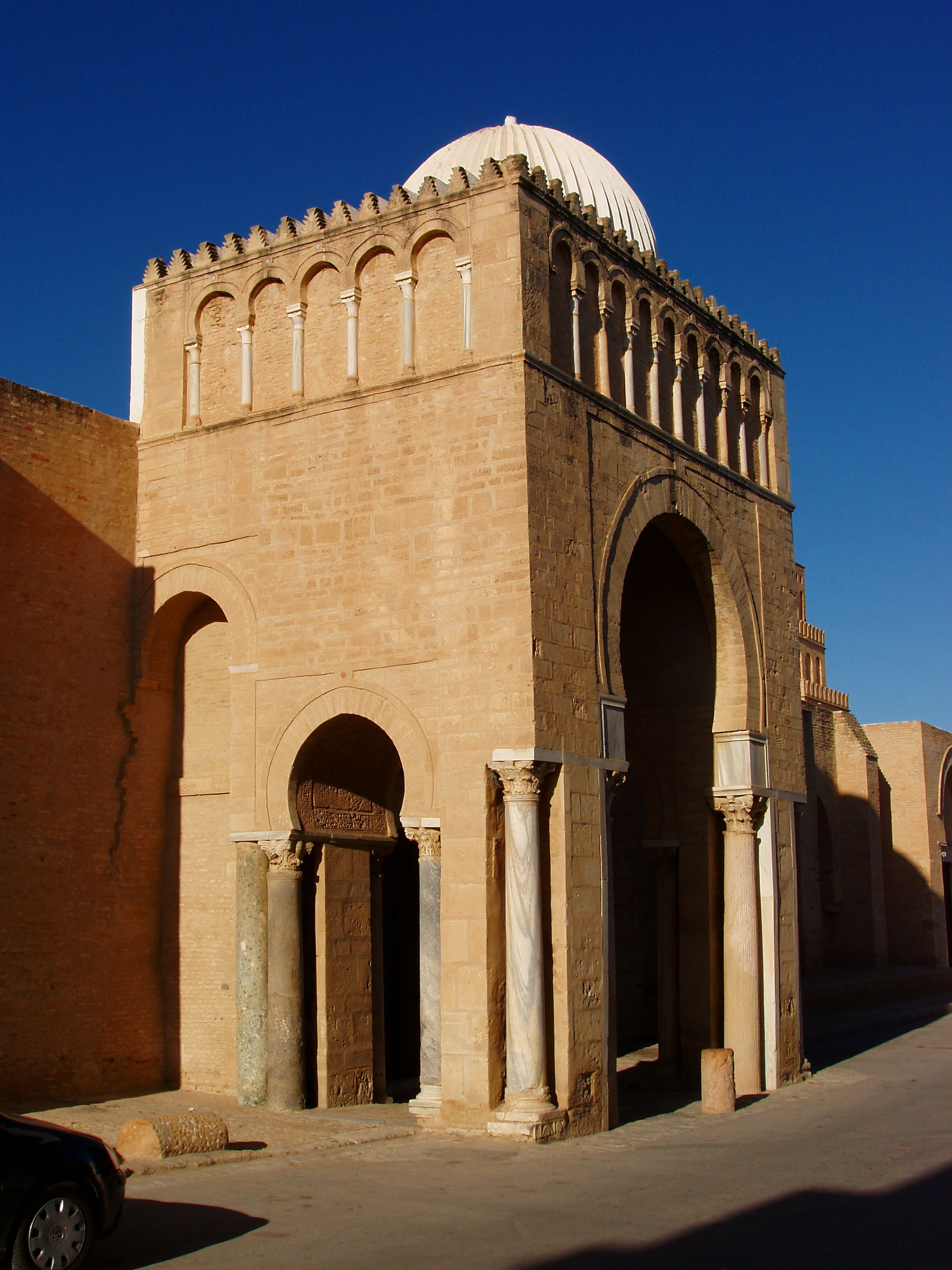
Vue de Bab Lalla Rihana qui est l'un des porches de la grande mosquée de Kairouan.
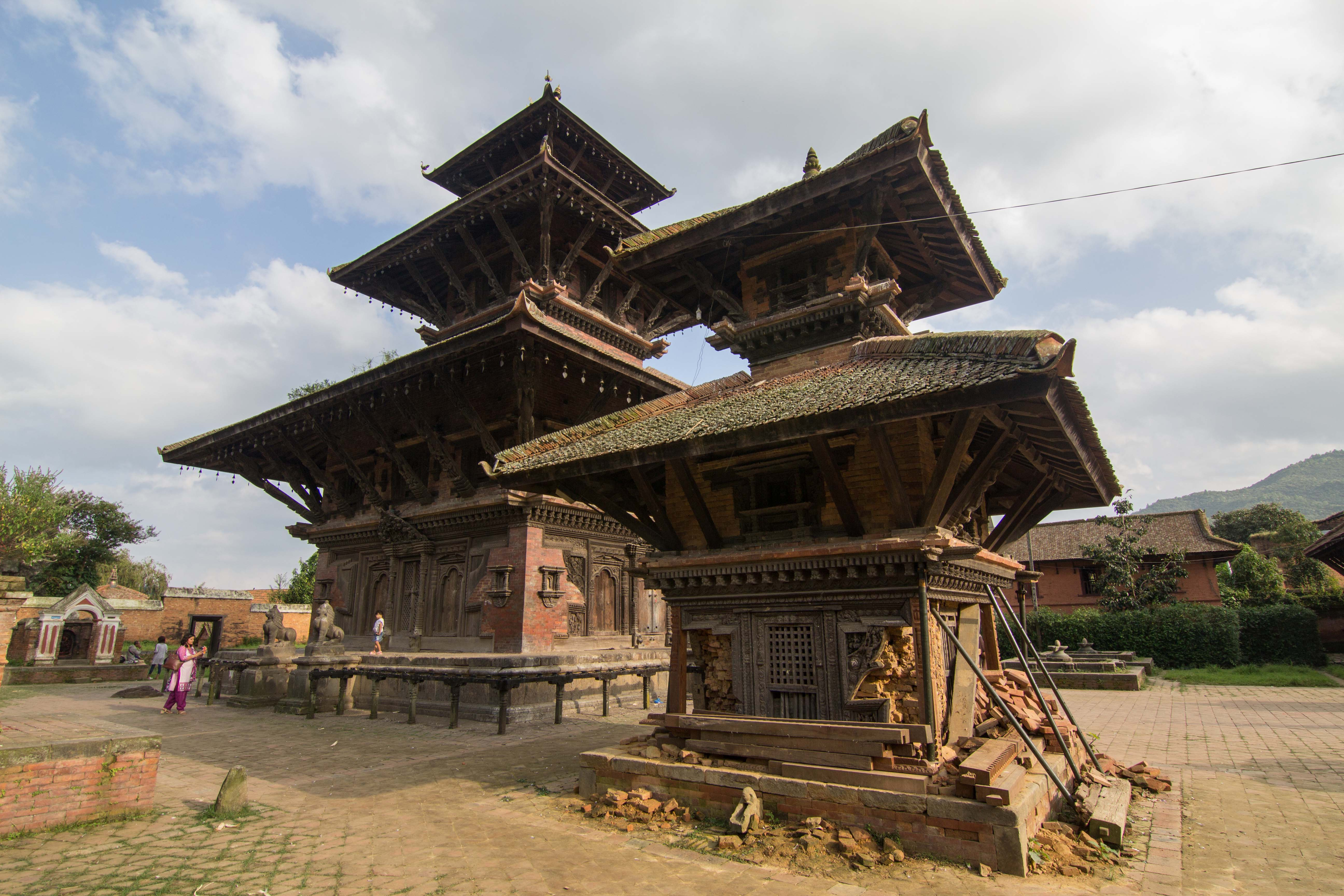
Temple d'Indreshwar Mahadev à Panauti, reconstruit au XVe siècle.

## Naissances
- Vers 1290 : Mathieu d'Arras († 1352)

## Décès
- x